# Benutzerkonto
Ein Benutzerkonto (englisch user account), kurz Nutzerkonto oder Account, ist eine Zugangsberechtigung zu einem zugangsbeschränkten IT-System. Üblicherweise muss ein Benutzer sich beim Einloggen mit Benutzernamen und Kennwort authentifizieren.
Über das Benutzerkonto identifiziert das System den einzelnen Benutzer. Dies dient im Wesentlichen folgenden Zwecken:
1. Zusammen mit dem Benutzerkonto können persönliche Daten (Stamm- und Bewegungsdaten) und Konfigurationseinstellungen des jeweiligen Benutzers gespeichert werden.
2. Einem Benutzer werden – je nach Benutzerrolle – unterschiedliche Privilegien zugeordnet, zum Beispiel Zugriffsrechte auf Daten und Systeme. Bei vielen Computersystemen gibt es ein besonders privilegiertes Benutzerkonto, das zur Systemadministration gedacht ist.

## Betriebssysteme
Ein Betriebssystem speichert die Konfiguration eines Benutzerkontos im sogenannten Benutzerprofil.

### Spezielle Benutzerkonten
Das Benutzerkonto speziell zu Zwecken der Systemadministration heißt bei Windows Administrator,
bei Novells Netzwerkbetriebssystem NetWare Admin und bei Unix-artigen Betriebssystemen root. Weitere häufig anzutreffende, spezielle Benutzerkonten sind:
- Guest als Konto für Gäste (üblicherweise ohne Schreibrechte, oft ohne Passwort)
- Anonymous als Konto zur Anmeldung an FTP-Servern; hier ist normalerweise bei der Anmeldung die Angabe der E-Mail-Adresse erwünscht
- Shell-Account, ein Benutzerkonto auf einem entfernten Rechner, über das der Benutzer auf Grundlage einer Unix-Shell Zugriff auf diesen erhält.

### Gruppen und Rollen
Oftmals werden Benutzerkonten zu Gruppen zusammengefasst. Die Rechte der Gruppe werden auch all ihren Mitgliedern zugeordnet.
- Auf Unix-Systemen werden die Gruppen üblicherweise in der Datei /etc/group zusammengefasst; die Zuordnung der Benutzerkonten zu der primären Gruppe erfolgt über die Datei /etc/passwd. Jedes Benutzerkonto kann aber mehreren Gruppen angehören; dann wird die Zuordnung in /etc/group vorgenommen.
- Auf BSD-Systemen kann ein Benutzer nur dann root-Rechte erhalten, wenn er der Gruppe wheel zugeordnet ist. Er ist außerdem zusätzlich zu Gruppen auch Klassen zugeordnet, die ihm Parameter wie zum Beispiel Locales und Schranken wie zum Beispiel maximale Prozessanzahl zuweisen.
- In Zope existiert ein ausgefeiltes Konzept von Rollen. Über das Gruppenkonzept hinaus können diese Rollen auch lokal zugewiesen werden, um zum Beispiel Bearbeitungsrechte nur in einem bestimmten Teilbaum zuzuteilen.

### Sicherheit
Das Arbeiten mit unnötigerweise privilegierten Benutzerkonten (z. B. dem „Administrator“-Konto in Windows) gilt als unprofessionell, da das System dadurch angreifbarer wird – jedes Programm kann einen internen Fehler oder eine Sicherheitslücke enthalten. Läuft ein solches Programm unter höheren Privilegien, kann das Computersystem auch empfindlicher geschädigt werden (indem zum Beispiel Systemdateien überschrieben werden).
Manche Hersteller liefern ihr Betriebssystem so aus, dass man ohne Änderung entweder als Administrator oder als Benutzer mit Administratorrechten arbeitet (Beispiel: Mac OS X, Windows bis inkl. Windows XP, ab Vista eingeschränkte Rechte, Linspire).

## Benutzerkonten im Internet
Ein Benutzerkonto wird beispielsweise zum Empfang und zum Versand von E-Mail benötigt: beim Login verbindet der E-Mail-Provider den Anwender mit seinem E-Mail-Postfach.
Des Weiteren sind Benutzerkonten bei Web-Shops, im Online Banking, in Sozialen Netzwerken, Foren, Chatrooms, Wikis und vielen weiteren Bereichen des World Wide Webs üblich. Über das Benutzerkonto ist der Anwender hierbei mit einer Online-Identität verknüpft, die eine Authentifizierung bietet.

## Sicherheit im Internet
Insbesondere wenn über fremde Netzwerke auf ein Benutzerkonto zugegriffen wird, z. B. im Internetcafé oder über Hot Spots, können sicherheitsrelevante Daten wie Benutzername und Passwort abgehört/abgegriffen werden, sofern diese nicht verschlüsselt übertragen werden; siehe auch Verschlüsselungsprotokoll. Ein mitlauschender Angreifer könnte so in die Rolle des Benutzers schlüpfen.